# André Campra
André Campra (Aix-en-Provence, 4 de diciembre de 1660 - Versalles, 29 de junio de 1744) fue un compositor francés. Cronológicamente situado entre Jean-Baptiste Lully y Jean-Philippe Rameau, participó en la renovación de la ópera francesa.

## Biografía
Recibió su formación musical y religiosa en la catedral de Saint-Sauveur en Aix-en-Provence y llegó a prior en 1678. De 1694 a 1700 fue maestro de música de la Notre-Dame de París, después de haberlo sido sucesivamente en Toulon, Arlés y Toulouse. Se ejercitó primero en la música sacra y se ganó reputación por sus motetes.
Comenzó en 1697 a acercarse al mundo teatral y se vio de golpe obligado a renunciar a sus cargos. Fue contratado por el príncipe de Conti en tanto que maestro de música y consiguió, en 1730, la función de director de la Ópera de París, después de haber pasado por el puesto de maestro de la Chapelle royale.
Con L'Europe galante, se afirmó como el verdadero creador de la ópera-ballet, género musical creado al inicio por Pascal Collasse (en el Ballet des saisons). Trabajó en la Académie Royale de Musique y en la Chapelle royale de Versailles después de la muerte de Luis XIV.
A partir de 1720, retornó a lo religioso, consagrándole lo esencial de su obra. André Campra murió en Versalles el 29 de junio de 1744, a los 84 años.
Un colegio de Aix-en-Provence lleva su nombre en su honor.
Manuscritos de sus óperas Tancrède y Hésione fueron redescubiertos en el fondo de la Biblioteca Méjanes de Aix-en-Provence, y ejecutados por la Orquesta de l'AMA Provence.

## Principales obras
- Obras profanas: 
  - 1697 - L'Europe galante, opéra-ballet
  - 1698 - Vénus, fiesta galante
  - 1699 - Le Carnaval de Venise, opéra-ballet
  - 1700 - Hésione, tragedia lírica
  - 1701 - Aréthuse, opéra-ballet
  - 1702 - Tancrède, tragedia lírica
  - 1703 - Les muses
  - 1704 - Télémaque, tragedia lírica pastiche
  - 1704 - Iphigénie en Tauride, tragedia lírica
  - 1705 - Alcine, tragedia lírica
  - 1708 - Hippodamie, tragedia lírica
  - 1710 - Les fêtes vénitiennes, opéra-ballet
  - 1712 - Idoménée, tragedia lírica
  - 1712 - Les amours de Vénus et de Mars
  - 1713 - Télèphe, tragedia lírica
  - 1714 - Énée et Didon, fiesta musical
  - 1717 - Camille, reine des volsques, tragedia lírica
  - 1718 - Les âges
  - 1729 - Les Sauvages
  - 1735 - Achille et Déïdamie, tragedia lírica
  - 1740 - Les noces de Vénus
- Obras religiosas:
  - 1699 - Messe AdMajorem Dei Gloriam
  - 1708 - Trois livres de cantates (1708, 1714 y 1728)
  - 1722 - Nisi Dominus
  - 1723 - Requiem (posterior a 1723)
  - 1723-41 - Motets pour la Chapelle royale